# Johannes Ringel (Bankmanager)
Johannes Ringel (* 19. Juli 1941 in Breslau) war  ein deutscher Bankmanager. Er war vom 2. Juli bis 31. Dezember 2003 der Vorstandsvorsitzende der WestLB AG.

## Werdegang
Ringel studierte in München und Münster Volkswirtschaftslehre und promovierte 1969 an der Rechts- und Staatswissenschaftlichen Fakultät der Universität Münster. Seine Dissertation trägt den Titel Geldtheoretische Ansätze im Lichte der modernen Wissenschaftstheorie.
Seit ihrem Gründungsjahr 1969 war Ringel in der WestLB (damals noch Westdeutsche Landesbank Girozentrale) in verschiedenen Funktionen tätig. Von 1987 bis 2003 war er Mitglied des Vorstands der Bank. Zum 2. Juli 2003 trat er die Nachfolge des unter anderem wegen des Boxclever-Skandals zurückgetretenen Jürgen Sengera als Vorstandsvorsitzender der WestLB an. Er galt schon bei seiner Berufung im Alter von fast 62 Jahren nur als Übergangskandidat während der Suche nach einem neuen langfristigen Vorstandsvorsitzenden. Sein Nachfolger wurde zum 1. Januar 2004 Thomas R. Fischer.